# Петър Великов
Петър Василев Великов е български шахматист. Той е международен майстор от 1975 г. и гросмайстор от 1982 г. Най-високият му ЕЛО рейтинг е 2467, достигнат през октомври 2006 г.
Възпитаник е на Добричката шахматна школа, където тренира под ръководството на Живко Кайкамджозов. Завършва стоматология в София. Зет е на дългогодишния лекар на българския национален отбор по футбол д-р Михаил Илиев.
Петър Великов дебютира в големия шахмат през 1966 г., когато разделя 3-4 място на републиканското първенство за юноши. През 1969 г. е републикански юношески шампион по шахмат. На европейското юношеско първенство в Гронинген, Холандия през 1972 г. печели бронзов медал.
Великов е шампион на България по шахмат за 1987 г. Участва на четири шахматни олимпиади, където изиграва 34 партии (10 победи, 20 равенства и 4 загуби). Участва на пет Балканиади по шахмат (1979, 1981, 1982, 1986 и 1990 г.).

## Турнирни резултати
- 1970 – Циновиц, Чехословакия (1 м.)
- 1971 – Улм, Германия (1 м.)
- 1976 – Вроцлав, Полша (1 м.)
- 1978 – Калитеа, Гърция (1 м.)
- 1979 – Перник, България (1 м.)
- 1980 – Реджо Емилия, Италия (2 м.)
- 1981 – Перник, България (1 м.)
- 1982 – Врънячка баня, Югославия (1 м.)
- 1986 – Приморско, България (1 м.)
- 1989 – Акрополис Атина, Гърция (1 м.)
- 1999 – Клиши, Франция (1-2 м.)
- 2001 – Риека, Хърватия (1-2 м.)
- 2003 – Безансон, Франция (1 м.); Chasseneuil, Франция (1 м.); Клиши, Франция (1 м.)
- 2004 – Париж, Франция (1 м.); Гуингамп, Франция (2 м.)
- 2005 – Париж, Франция (1 м.); Кондом, Франция (1 м.)

## Участия на шахматни олимпиади
| Година | Организатор | Отбор    | Класиране (отборно) | Дъска         |
| 1982   | Люцерн      | България | 6                   | Трета         |
| 1984   | Солун       | България | 9                   | Четвърта      |
| 1986   | Дубай       | България | 6                   | Трета         |
| 1990   | Нови Сад    | България | 14                  | Втора резерва |

## Участия на европейски първенства
| Година | Организатор | Отбор    | Класиране (отборно) | Дъска         |
| 1977   | Москва      | България | 5                   | Втора резерва |
| 1980   | Скара       | България | 5                   | Шеста         |
| 1983   | Пловдив     | България | 6                   | Четвърта      |
| 1989   | Хайфа       | България | 5                   | Шеста         |

## Участия на световни студентски първенства
| Година | Организатор | Отбор    | Класиране (отборно) | Дъска    |
| 1969   | Дрезден     | България | 3                   | Четвърта |
| 1972   | Грац        | България | 5                   | Четвърта |